# 赫米尔布尔
赫米尔布尔（Hamirpur），是印度喜马偕尔邦赫米尔布尔县的一个城镇。总人口17219（2001年）。

## 人口
该地2001年总人口17219人，其中男性9299人，女性7920人；0—6岁人口1694人，其中男913人，女781人；识字率81.07%，其中男性为82.55%，女性为79.33%。